# Anzor Kiknadze
Anzor Kiknadze (gruz. ანზორ კიკნაძე, ros. Анзор Леванович Кикнадзе; ur. 26 marca 1934 w Badiauri, zm. 17 listopada 1977 w Tbilisi) – radziecki sambista i judoka narodowości gruzińskiej. Brązowy medalista olimpijski (Tokio 1964), dwukrotny brązowy medalista mistrzostw świata i czterokrotny mistrz Europy w judo.

## Sportowa kariera
Jak cała pierwsza generacja radzieckich judoków, wywodził się z sambo. Trenował w klubie Dinamo Tbilisi, w barwach którego był pięciokrotnym mistrzem ZSRR w sambo i trzykrotnym w judo. 
Był jednym z najlepszych europejskich judoków połowy lat 60., zdobywając cztery mistrzostwa kontynentu w kategorii open. Pierwsze z nich wywalczył w 1962 roku w niemieckim Essen, zostając tym samym pierwszym w historii radzieckim mistrzem Europy. Kolejne zdobył w latach 1964-66. 
W 1964 roku reprezentował ZSRR na igrzyskach olimpijskich w Tokio, gdzie judo debiutowało jako dyscyplina olimpijska. Wystartował w turnieju wagi ciężkiej (ponad 80 kg). Wygrał swoją grupę i awansował do półfinału, w którym zmierzył się z faworytem do złotego medalu, Isao Inokumą. Japończyk pokonał go przez ippon, wykorzystując rzut tai-otoshi.
Rok po wywalczeniu brązowego medalu olimpijskiego Kiknadze wystartował w IV Mistrzostwach Świata w Judo, które odbyły się w Rio de Janeiro. W kategorii open zajął trzecie miejsce (tryumfował znów Inokuma). Sukces ten Gruzin powtórzył dwa lata później, podczas mistrzostw w Salt Lake City, tym razem jednak w wadze ciężkiej (+93 kg). 
Oprócz sukcesów indywidualnych, zdobywał także medale w drużynie. Czterokrotnie z rzędu był drużynowym mistrzem Europy (1963-66) oraz dwukrotnie wicemistrzem (1962, 67).